# 徳田製作所
徳田製作所（とくだせいさくしょ）は、1932年（昭和7年3月）に国産初のロータリー真空ポンプを生産したことで知られる総合真空メーカー。
創業は徳田藤吉。東芝系列であったが、1991年（平成3年）芝浦メカトロニクスと合併し会社としては消滅した。TOKUDAブランドのポンプは長年の実績もあり、名前を残している。

## 沿革
- 1949年4月 - 株式会社 徳田製作所 設立。
- 1959年７月 - 東京芝浦電気株式会社の資本参加により系列会社となる。
- 1962年5月 - 工場を川崎市二子に移設。
- 1964年6月 - 本社を東京都品川区中延から工場へ移転。
- 1980年4月 - 本社・工場を座間市に移転。
- 1991年10月 - 芝浦製作所と合併．相模工場となる。
- 1998年4月 - 芝浦製作所の大船工場に移転．大船工場は横浜事業所と名称変更。
- 1998年10月 - 東芝系列の東芝メカトロニクス（旧社名 東芝精機 1996年に東芝の一部事業を受け継ぎ社名変更）と合併し芝浦メカトロニクスとなる。

| スタブアイコン | サブスタブ | この項目は、まだ閲覧者の調べものの参照としては役立たない、企業に関連した書きかけの項目です。この項目を加筆・訂正などしてくださる協力者を求めています（PJ:経済）。 |